# DaarDaar
DaarDaar is een gratis Belgische nieuwssite die in 2015 van start ging. Ze biedt dagelijks een reeks artikels uit de Vlaamse en Duitstalige pers, die in het Frans zijn vertaald.

## Geschiedenis
Het project werd in 2015 mede opgericht door Vincent Laborderie, politicoloog aan de UCL, journaliste Joyce Azar van de VRT evenals David Charlier, die afgestudeerd is in de politieke wetenschappen en de Belgische politieke wereld op de voet volgt.
Medeoprichter David Charlier: "We deden de abnormale vaststelling dat geen enkele Franstalige website ook maar enige interesse vertoonde in wat er in de kranten van het andere landsgedeelte werd geschreven.".
Een maand na de start haalde de site al 50.000 unieke bezoekers.
Op een lanceringsfeestje in 2016 in de Bravo Bar in Brussel lanceerde Daardaar een crowdfundingcampagne om minimaal 15.000 euro op te halen. Daarmee kon het verdere bestaan en de eventuele verdere ontwikkeling van de website worden gefinancierd. De crowdfunding telde verschillende fasen. De doelstelling werd bereikt.
In 2019 dreigde de website te verdwijnen,. Het webmagazine publiceerde hierover een open brief van de hand van schrijver en humorist Thomas Gunzig,. Die oproep werd met name ondertekend door Jérôme Colin, Adeline Dieudonné en David Van Reybrouck. Ter gelegenheid hiervan antwoordde mediaminister Jean-Claude Marcourt op een vraag van de parlementsleden in het Parlement van de Federatie Wallonië-Brussel en verzekerde dat hij een ontmoeting gepland had met het team van DaarDaar om te kijken hoe hun voortbestaan kon worden verzekerd.
Op 11 juli 2019 organiseerde de nieuwssite een tweetalige improvisatiewedstrijd in Elsene ter gelegenheid van de Vlaamse feestdag, waarop de Nederlandstalige en Franstalige professionele improvisatieliga's aanwezig waren: de Belgische Improvisatie Liga en de Ligue d'impro belge,.
In 2020, vijf jaar ver in zijn bestaan, lanceerde DaarDaar de podcast Dring Dring. De podcast wordt gemaakt door adjunct-hoofdredacteur Aubry Touriel, die de luisteraars op de fiets meeneemt op een ontdekkingstocht door Vlaanderen.
In 2022 verspreidde de site ‘Pardon ?’, korte animatievideo's om Nederlandstalige uitdrukkingen te leren. De afleveringen worden ook uitgezonden op de Brusselse zenders BX1 en Bruzz.

## Redactioneel beleid

### Betekenis
Courrier international meldt dat de naam van de site "een woordspeling is tussen de Franse uitdrukking 'dare-dare' en het Nederlandse woord 'daar'".

### Publicaties
Volgens journaliste en hoofdredactrice Joyce Azar richt DaarDaar zich tot "Franstalige Belgen, expats in België en iedereen die zich interesseert voor Vlaanderen".
De artikels worden door professionele vertalers vertaald en worden geregeld overgenomen door Belgische media,.

### Onafhankelijkheid
De redactie is onafhankelijk en heeft geen enkele politieke kleur.

### Partnerschappen
Tijdens de testfase van de site ging DaarDaar een partnerschap aan met de nieuwssite van de VRT (FlandreInfo.be). DaarDaar is partner van de Duitstalige krant Grenz-Echo,, maar ook van de Vlaamsgezinde site Doorbraak, en van de onafhankelijke nieuwssite Apache.
Ten slotte wordt het project 'Pardon ?', gesteund door het Brussels Hoofdstedelijk Gewest, gemaakt in samenwerking met BX1 et Bruzz.

## Organisatie

### Rechtsvorm
DaarDaar wordt uitgegeven door een vereniging zonder winstoogmerk met dezelfde naam.

## Economisch model
DaarDaar is een gratis online medium zonder reclame. DaarDaar werd begeleid door Coopcity om een levensvatbaar economische model op te stellen,. Guillaume Deneufbourg is de penningmeester van de vzw en staat ook in voor de vertalingen.
In dit opzicht heeft DaarDaar financiële ondersteuning gekregen van het Agentschap Innoveren van de Waalse regering, maar ook overheidssteun van de Federatie Wallonië-Brussel, de Koning Boudewijnstichting en het Franstalige Parlement van Brussel.
In zijn geschiedenis kon DaarDaar geldinzamelingsacties voeren, zoals in 2018. Dankzij giften van burgers kan het initiatief worden verdergezet.
Het team telt tien personen die volledig op vrijwillige basis werken. De professionele vertalers worden wel vergoed,. Er moet ook rekening worden gehouden met de betaling van de abonnementen op de Vlaamse pers, evenals met de auteursrechten van de vertaalde artikels,.